# Famous Dex
Dexter Tiewon Gore, Jr. (Englewood, 6 de setembro de 1993), conhecido artisticamente como Famous Dex, é um rapper, cantor e compositor norte-americano.